# Jamestown (Colorado)
Jamestown è un centro abitato (town) degli Stati Uniti d'America, situato nella contea di Boulder dello Stato del Colorado. Nel censimento del 2000 la popolazione era di 205 abitanti.

## Geografia fisica
Secondo i rilevamenti dell'United States Census Bureau, Jamestown si estende su una superficie di 1,7 km².